# Gikenene
Gikenene är ett vattendrag i Burundi.   Det ligger i provinsen Kayanza, i den nordvästra delen av landet, 60 kilometer norr om huvudstaden Bujumbura.
Omgivningarna runt Gikenene är en mosaik av jordbruksmark och naturlig växtlighet. Runt Gikenene är det tätbefolkat, med 343 invånare per kvadratkilometer.